# Дијана од Поатјеа
Дијана од Поатјеа, контеса од Сан Валијеа, војвоткиња од Етампа, војвоткиња од Валентиноа ( 31. децембар 1499, 3. септембар 1499. или 9. јануар 1500, Сан Валије, Етоал или Поатје —  22. април 1566. дворац Ане код Париза) била је љубавница, пријатељица и саветник француског краља Анрија II (1519–1559).
Са 15 година удала се за Луја де Брезеа који је био 39 година старији од ње. После његове смрти 1531, одлучила се да не води миран живот богате удовице у провинцији, већ се упутила на француски двор. Постала је миљеница краља Франсоа I. Између ње и Анрија је постојала разлика од 19 година. Она се бринула за њега, организовала му живот, писала званична писма и постала централна фигура дворског живота. Анри јој је поклонио дворац Шенансо.
После Анријеве смрти 1559, повукла се у живот на свом имању.